# Nannoniscus bicuspis
Nannoniscus bicuspis is een pissebed uit de familie Nannoniscidae. De wetenschappelijke naam van de soort werd in 1877 voor het eerst geldig gepubliceerd door Georg Ossian Sars.